# Sinfonia n. 11 "Delle cornamuse"
La sinfonia n.11 "delle cornamuse" è una composizione sinfonica di Gian Francesco Malipiero. Conclusa il 1º ottobre 1969, la partitura fu eseguita in prima assoluta alla Sala Verdi del Conservatorio di Milano il 2 aprile 1971 dall'orchestra sinfonica di Milano della RAI diretta da Nino Sanzogno. È l'ultima sinfonia del compositore veneziano, che ne compose complessivamente 17 a partire dal 1906, a volte senza numerarle. 

## Movimenti
La sinfonia, assai concisa, deve il suo sottotitolo non solo alla presenza di ostinati, ma anche alla combinazione timbrica di un gruppo concertante composto da oboe, corno inglese e fagotto, tre strumenti che insieme richiamano appunto il suono delle cornamuse.
Questo trio fa la sua comparsa fin dalle battute iniziali del primo movimento "Energico ma mosso non troppo però"; esso ritorna in apertura e chiusura del secondo movimento, un "Lento" la cui parte centrale è occupata da suggestivi interventi degli archi e della celesta; il terzo movimento, "Gaio" è una sorta di scherzo; mentre l'ultimo movimento, "Molto mosso ma marcando il tempo", dal carattere ruvido, ha un incedere affannoso, con forti sottolineature delle percussioni.

## Incisioni discografiche
Orchestra Sinfonica di Mosca, Antonio de Almeida, 1993 Marco Polo.